# Kernkraftwerk Dampierre
Das Kernkraftwerk Dampierre liegt in der französischen Gemeinde Dampierre-en-Burly im Département Loiret in der Region Centre-Val de Loire. Das Kernkraftwerk, das aus vier Druckwasserreaktoren besteht, liegt etwa 55 Kilometer östlich der Stadt Orléans am Ufer der Loire.

## Eckdaten

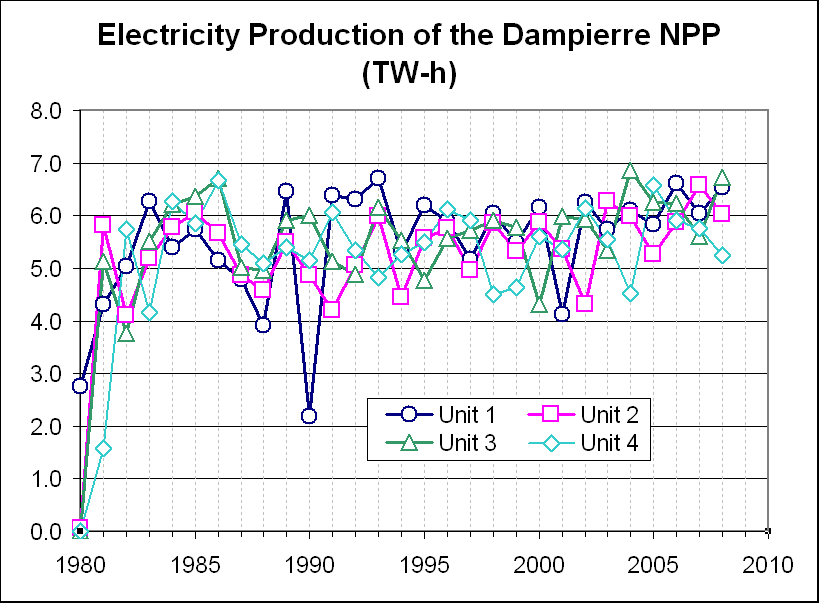
Stromproduktion der einzelnen Blöcke des Kernkraftwerks seit der Inbetriebnahme

Das 120 Hektar umfassende Kernkraftwerksareal beschäftigt etwa 1250 Personen. Betreiber des Kernkraftwerkes ist Électricité de France (EDF). Die Kühlung der Reaktorblöcke wird mit vier Kühltürmen und dem der Loire entnommenen Wasser durchgeführt.
Die vier Druckwasserreaktoren haben eine Nettoleistung von jeweils 890 Megawatt (MW) und eine Bruttoleistung von 937 MW. Die installierte Nettogesamtleistung liegt bei 3560 MW, damit zählt das Kernkraftwerk zu den größeren in Frankreich. Pro Jahr speist es durchschnittlich 23 Milliarden Kilowattstunden in das öffentliche Stromnetz ein, dies entspricht etwa dem Siebenfachen des jährlichen Stromverbrauches der Region Loiret und fünf Prozent der jährlich gewonnenen elektrischen Energie des Betreibers EDF.
Mit dem Bau des ersten Reaktorblockes wurde am 1. Februar 1975 begonnen; noch im selben Jahr erfolgte der Baubeginn für die drei weiteren Reaktorblöcke. Der erste Block ging am 23. März 1980 in Betrieb; der letzte Reaktorblock wurde am 30. Januar 1981 in Betrieb genommen. Die Abschaltung der Reaktoren ist bis 2035 geplant.
Die französische Regierung kündigte 2020 eine Verlängerung der Laufzeit aller in Betrieb befindliche Reaktoren um weitere 10 Jahre von 40 auf 50 Jahre an. Diese wurde von der französischen Aufsicht 2021 unter Auflagen genehmigt.

## Sicherheit
Im Falle eines starken Erdbebens könnte es zum Versagen der Notkühlung kommen. Einem Bericht der Atomsicherheitsbehörde ASN im Oktober 2002 zufolge könnten bestimmte Schutzfunktionen, die das Abkühlen der Reaktorblöcke sicherstellen, bei Erdbeben nicht mehr gewährleistet werden. Dabei handelt es sich um ein sicherheitsrelevantes Ventil, dessen Funktionsfähigkeit bei einem Erdbeben gefährdet ist.
Im Block 3 des Kernkraftwerks ereignete sich am 9. April 2007 ein Störfall, der demjenigen im Kernkraftwerk Forsmark ähnlich war. Ein Defekt an einem Überspannungs-Schutzrelais führte zur Trennung des Kraftwerks vom Hauptstromnetz. Um nach der Abschaltung des Reaktors die unvermeidlich entstehende, risikorelevante Nachzerfallswärme mit Pumpen abzuführen, hätte eine Umschaltung auf das Reservestromnetz erfolgen müssen, was  jedoch unterblieb. Damit trat ein Notstromfall (totaler externer Stromausfall) ein. Bei einem der beiden ordnungsgemäß hochgefahrenen Notstrom-Dieselaggregate mit je 100 % Kapazität gelang die Zuschaltung auf die zugeordnete Stromschiene nicht, womit die Stromversorgung nur noch von einem einzigen stromgetriebenen Notstromstrang gewährleistet werden konnte. Es standen potenziell noch zwei weitere Redundanzen für den Notstandsfall zur Verfügung: eine eigendampfgetriebene Pumpe, die mehr oder weniger sofort einsatzfähig gewesen wäre sowie eine stromerzeugende Gasturbine, die aber laut dem Institut de Radioprotection et de Sûreté Nucléaire nicht unmittelbar zur Verfügung gestanden hätte, sondern eine gewisse Anlaufzeit benötigt. Aufgrund der ernsthaften Situation wurde der anlageninterne Notfallplan ausgelöst. Es dauerte zehn Stunden, bis die externe Stromversorgung vom Netz wiederhergestellt war.

## Daten der Reaktorblöcke
| Reaktorblock | Reaktortyp         | Netto- leistung | Brutto- leistung | Baubeginn  | Netzsyn- chronisation | Kommer- zieller Betrieb | Abschal- tung  |
| ------------ | ------------------ | --------------- | ---------------- | ---------- | --------------------- | ----------------------- | -------------- |
| Dampierre 1  | Druckwasserreaktor | 890 MW          | 937 MW           | 01.02.1975 | 23.03.1980            | 10.09.1980              | (2030 geplant) |
| Dampierre 2  | Druckwasserreaktor | 890 MW          | 937 MW           | 01.04.1975 | 10.12.1980            | 16.02.1981              | (2031 geplant) |
| Dampierre 3  | Druckwasserreaktor | 890 MW          | 937 MW           | 01.09.1975 | 30.01.1981            | 27.05.1981              | (2031 geplant) |
| Dampierre 4  | Druckwasserreaktor | 890 MW          | 937 MW           | 01.12.1975 | 18.08.1981            | 20.11.1981              | (2031 geplant) |